# Револуција достојанства
Револуција достојанства (укр. Революція гідності или Революція гідности), позната и као Мајданска револуција, догодила се у Украјини у фебруару 2014. године на крају евромајданских протеста, када су смртоносни сукоби између демонстраната и снага безбедности у главном граду Украјине Кијеву кулминирали свргавањем изабраног председника Виктора Јануковича и рушењем украјинске владе.
У новембру 2013. избио је талас великих протеста (познатих као Евромајдан) као одговор на изненадну одлуку председника Јануковича да не потпише споразум о политичком придруживању и слободној трговини са Европском унијом, уместо тога одабравши ближе везе са Русијом и Евроазијском економском унијом. Врховна рада је великом већином одобрила финализацију споразума са ЕУ. Русија је извршила притисак на Украјину да то одбије. Ови протести су настављени месецима и њихов обим се проширио, са позивима на оставку Јануковича и владе Азарова. Демонстранти су се супротставили ономе што су видели као широко распрострањеној владиној корупцији и злоупотреби власти, утицају олигарха, полицијској бруталности и кршењу људских права у Украјини. Репресивни закони против протеста подстакли су даљи гнев. Велики, забарикадирани протестни камп окупирао је Трг независности у центру Кијева током Мајданског устанка.
У јануару и фебруару 2014, сукоби у Кијеву између демонстраната и специјалне полиције Беркут резултирали су смрћу 108 демонстраната и 13 полицајаца, и рањавањем многих других. Први демонстранти су убијени у жестоким сукобима са полицијом у улици Хрушевског 19-22. Након тога, демонстранти су заузели владине зграде широм земље. Најсмртоноснији сукоби били су 18. и 20. фебруара, када је дошло до најтежег насиља у Украјини од њеног поновног стицања независности. Хиљаде демонстраната кренуло је ка парламенту, предвођени активистима са штитовима и шлемовима, а на њих су пуцали полицијски снајперисти. Дана 21. фебруара потписан је споразум између председника Јануковича и лидера парламентарне опозиције који је тражио формирање привремене владе јединства, уставне реформе и превремене изборе. Следећег дана 22. фебруара полиција се повукла из центра Кијева, који је био под ефективном контролом демонстраната који су насилно преузели Врховну раду и остале државне институције. Јанукович је побегао из града, а потом и из земље. Тог дана, украјински парламент је изгласао уклањање Јануковича са функције са 328 према 0 (од 450 посланика у парламенту).
Јанукович је рекао да је ово гласање било незаконито и могуће изнуђено и затражио помоћ од Русије. Русија је свргавање Јануковича сматрала незаконитим државним ударом и није признала привремену владу. Широко распрострањени протести, и за и против револуције, десили су се у источној и јужној Украјини, где је Јанукович претходно добио снажну подршку на председничким изборима 2010. године. Ови протести су ескалирали, што је резултирало руском војном интервенцијом, припајањем Крима Русији и стварањем самопроглашених отцепљених држава Доњецка и Луганска. Ово је изазвало рат у Донбасу.
Привремена влада, на челу са Арсенијем Јацењуком, потписала је споразум о придруживању ЕУ и распустила Беркут. Петро Порошенко је постао председник после убедљиве победе на председничким изборима 2014. године. Нова влада је вратила амандмане на украјински устав из 2004. који су контроверзно укинути као неуставни 2010. године и покренула чистку великих размера државних службеника повезаних са свргнутим режимом. Дошло је и до широке декомунизације земље, али и до шире ренацификације.